# Kristen Kjeldsen
Kristen Kjeldsen (1. marts 1901 i Kjellerup – 12. februar 1994) var en dansk officer og modstandsmand.
Han blev premierløjtnant 1928 og kaptajn 1940. Under besættelsen gjorde han tjeneste ved modstandsbevægelsens region III i Syd- og Sønderjylland, blev arresteret af Gestapo 1944 og først overført til Horserødlejren, hvorfra han 12. august kom til Frøslevlejren, hvorpå han 15. september blev sendt til koncentrationslejren Neuengamme. Derfra kom han til koncentrationslejren Porta Westfalica-Barkhausen, hvor han overlevede indtil befrielsen.
Han blev dernæst oberstløjtnant 1949 og regionsleder af Hjemmeværnets region IV (Fyn) samme år, oberstløjtnant i Hjemmeværnet 1952, oberst 1954 og tog afsked 1968. Han var Kommandør af Dannebrog og bar en række udenlandske ordener.
Han blev gift 11. oktober 1929 med Birthe Louise K. (5. december 1900 – ?).